# Lofton R. Henderson
Lofton R. Henderson (Lorain, 24 mei 1903 – Grote Oceaan, 4 juni 1942) was een piloot in het United States Marine Corps gedurende de Tweede Wereldoorlog. Hij was de squadroncommandant van het 241e squadron (VMSB-241) ten tijde van de slag bij Midway. Hij kwam bij deze slag om terwijl hij zijn squadron leidde bij een aanval op de Japanse strijdkrachten. Hij was de eerste marinevlieger die omkwam bij de slag bij Midway.

## Biografie
Lofton Henderson werd geboren op 24 mei 1903 in Lorain in de Amerikaanse staat Ohio.
Hij ging naar de United States Naval Academy en studeerde af in 1926. Voorafgaand aan de Tweede Wereldoorlog werd hij uitgezonden naar China en verschillende locaties in het Caribisch gebied. Hij diende op de vliegdekschepen Langley (CV-1), Ranger (CV-4) en Saratoga (CV-3).
Majoor Henderson kreeg postuum het Navy Cross voor de getoonde heldhaftigheid bij de historische slag bij Midway. De vleugel van zijn SBD-2 Dauntless vatte vlam terwijl hij zestien Marine Corps-bommenwerpers leidde bij een aanval op het vliegdekschip Hiryū. Henderson kwam om toen zijn toestel als gevolg hiervan te pletter sloeg.

## Naar hem vernoemd
In augustus 1942 werd het gedeeltelijk voltooide Japanse vliegveld op Guadalcanal veroverd aan het einde van een zes maanden lange strijd om het eiland Guadalcanal en het buureiland Tulagi. Het veroverde vliegveld werd Henderson Field gedoopt, en droeg tot 2003 deze naam.
In 1945 werd een torpedobootjager van de Gearingklasse naar hem vernoemd: De USS Henderson (DD-785). In zijn geboorteplaats Lorain (Ohio) werd een brug hernoemd tot Lofton Henderson Memorial Bridge.

## Decoraties
- Naval Aviator Badge
- Navy Cross
- Purple Heart (Postuum)
- Combat Action Ribbon (Postuum)
- Marine Corps Expeditionary Medal
- Yangtze Service Medal
- Nicaraguan Campaign Medal
- American Defense Service Medal
- Asiatic-Pacific Campaign Medal wit Star (Postuum)
- World War II Victory Medal (United States) (Postuum)